# À bout de souffle (chanson)
Pour les articles homonymes, voir À bout d'souffle et À bout de souffle.
Pistes de Bidonville
Sing Sing Song Les mains d'une femme dans la farine
À bout de souffle est une chanson de Claude Nougaro, parue en super 45 tours en 1965. Considéré comme un de ses grands classiques, Claude Nougaro colle ses mots sur un autre standard (de jazz cette fois), le célèbre instrumental Blue Rondo a la Turk de Dave Brubeck.
La chanson est en 1966, au programme de l'album Bidonville, son titre fait référence au film de Jean-Luc Godard À bout de souffle. 

## Musique
Claude Nougaro n'utilise pas la totalité du morceau Blue Rondo a la Turk (6:45), ne retenant du thème que les parties rythmées au piano, ici jouées par Maurice Vander, auxquelles s'ajoute avec parcimonie l'orgue d'Eddy Louiss (voir ici).

## Discographie
- 1965 : super 45 tours Philips 437.050 BE[1] : À bout de souffle, Blanche Neige, Sing Sing Song, Docteur

- 1966 : 33 tours Philips P 77.865 L[2] : Bidonville

Discographie live :
- 1969 : Une soirée avec Claude Nougaro (enregistrement public à l'Olympia)
- 1991 : Une voix dix doigts
- 1995 : The Best de Scène
- 2001 : Nougaro au Théâtre des Champs-Elysées